# Лорд спикер
Лорд спикер (енгл. Lord Speaker) предсједавајући је Дома лордова, горњег дома Парламента Уједињеног Краљевства.
До ступања на снагу Уставног реформског акта 2005. дужност предсједавајућег Дома лордова је вршио лорд канцелар.

## Дјелокруг
Главна дужност лорда спикера је да предсједава Домом лордова и да га представља и заступа у земљи и у иностранству. За разлику од спикера Дома комуна, лорд спикер не може самостално руководити Домом лордова без његове сагласности. Његов задатак је да помаже, а не да влада. Лорд спикер не може позивати Дом лордова на ред, не може одлучивати ко ће говорити ако истовремено устану два лорда, не може дисциплински кажњавати лордове, не може бирати који ће се амандмани претресати. Све то ради Дом лордова у цјелини. Лордови се не обраћају непосредно лорду спикеру (као што је то случај са спикером Дома комуна) већ Дому лордова у цјелини. Обраћају се са My Lords умјесто Mr Speaker.
Углавном, дужност лорда спикера се своди на стављање предлога на гласање и проглашавање резултата гласања. Иако је преузео од лорда канцелара улогу предсједавајућег Дома лордова, и даље је лорд канцелар тај који предаје говор краљици за вријеме престоне бесједе (као представник владе). И лорд спикер носи традиционалну одјећу у посебним приликама, али за разлику од лорда канцелара не носи перику.
Изабрани лорд спикер подноси оставку на страначке функције као и спикер Дома комуна. Бира се на мандат од пет година и то највише два пута. Избор проглашава секретар Дома лордова (енгл. Clerk of the Parliaments), а краљевску потврду на избор објављује лорд коморник (енгл. Lord Chamberlain). Лорд спикер по протоколу има ранг након спикера Дома комуна.